# نو فیر
نو فیر (انگلیسی: No Fear) شرکت تجهیزات ورزشی آمریکایی است، که در سال ۱۹۸۹ توسط مارک سیمو تأسیس شد و هم‌اکنون زیرمجموعه‌ای از گروه فریزر می‌باشد.